# Mineiros (kommun)
Mineiros är en kommun i Brasilien.   Den ligger i delstaten Goiás, i den centrala delen av landet, 500 km väster om huvudstaden Brasília. Antalet invånare är 52 964.
Följande samhällen finns i Mineiros:
- Mineiros

Omgivningarna runt Mineiros är huvudsakligen savann. Runt Mineiros är det mycket glesbefolkat, med 4 invånare per kvadratkilometer.